# Oelsberg
Oelsberg é um município da Alemanha localizado no distrito de Rhein-Lahn, estado da Renânia-Palatinado.